# Храм Святителя Иоанна Богослова (Покровка)
Храм Святителя Иоанна Богослова в селе Покровка Подольского района Одесской области — православный храм Балтской епархии УПЦ. Памятник архитектуры Украины местного значения.

## История
Создан в начале XX века на средства местного помещика Кондрацкого. Прототипом храма стал Никольский собор в Вене. Особенностью храма стало 11 куполов, наивысший из которых более 17 метров. В 1911 году храм был освящен. В период с 1917 по 1990-е годы храм пустовал, подвергся частичному разрушению, разграблению. В конце 1990-х годов храм передан местной православной общине. Последние 30 лет в нём служит протоиерей Григорий Найда.

## Архитектура

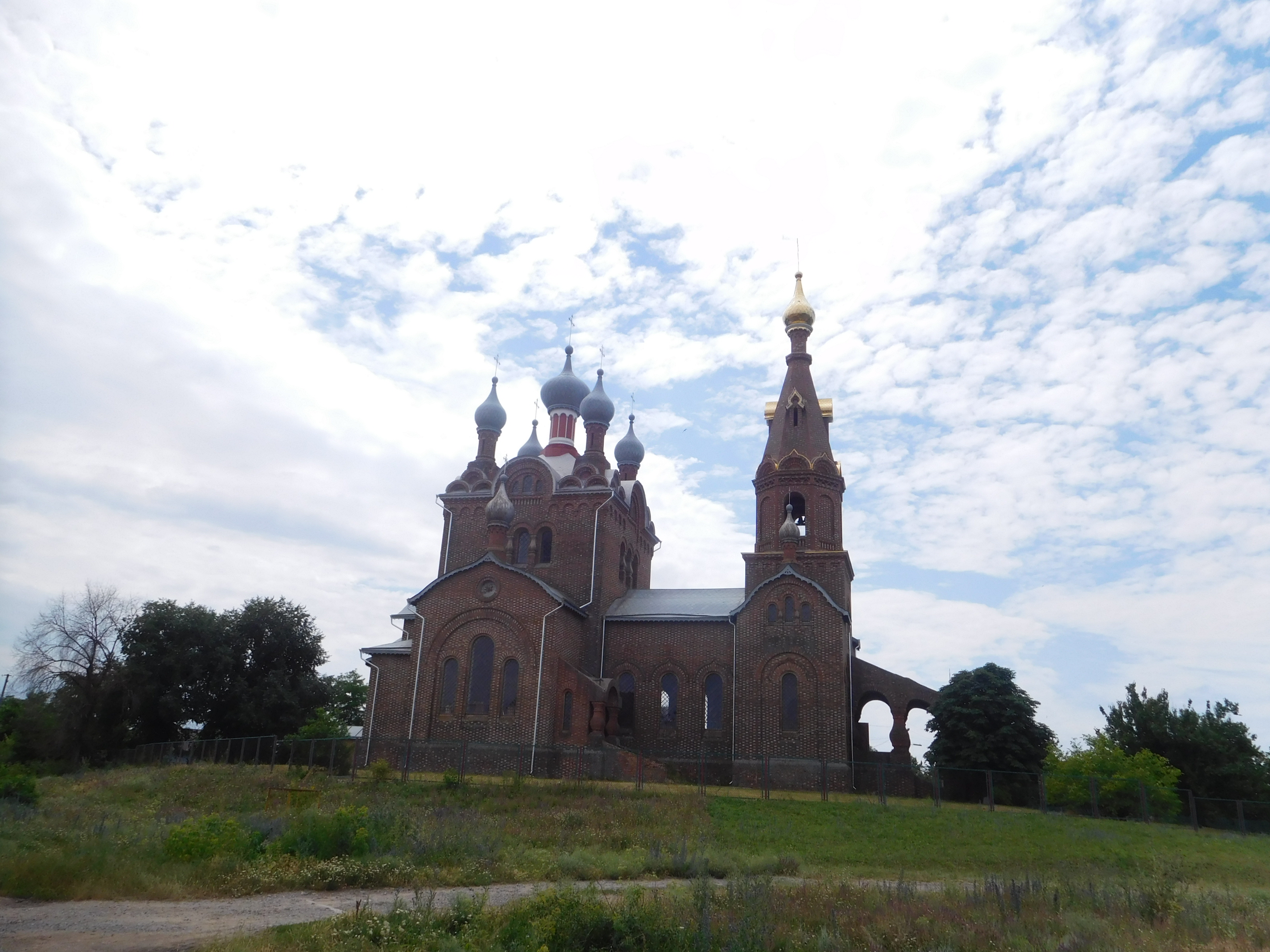
Фото храма
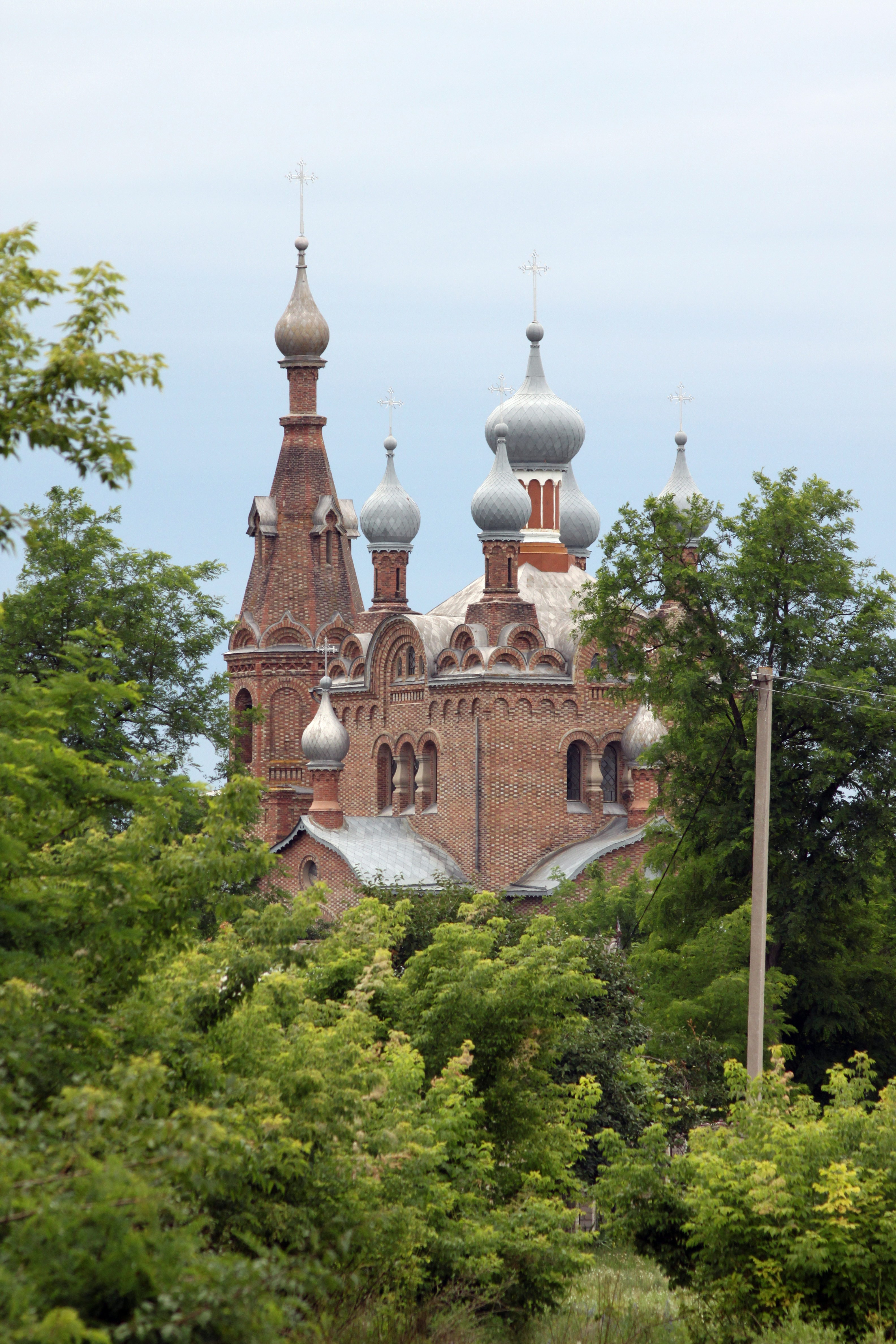
Фото храма
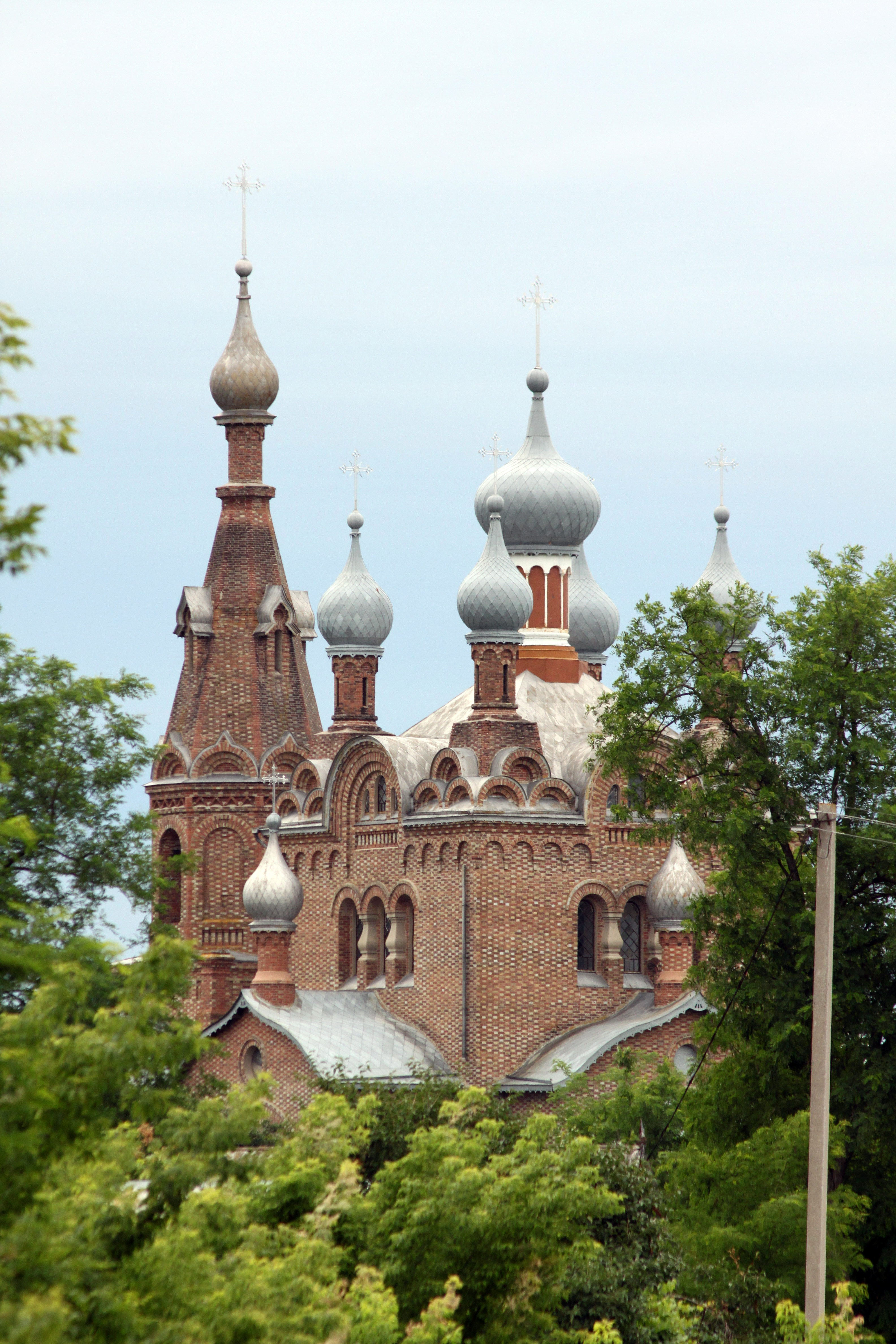
Фото храма
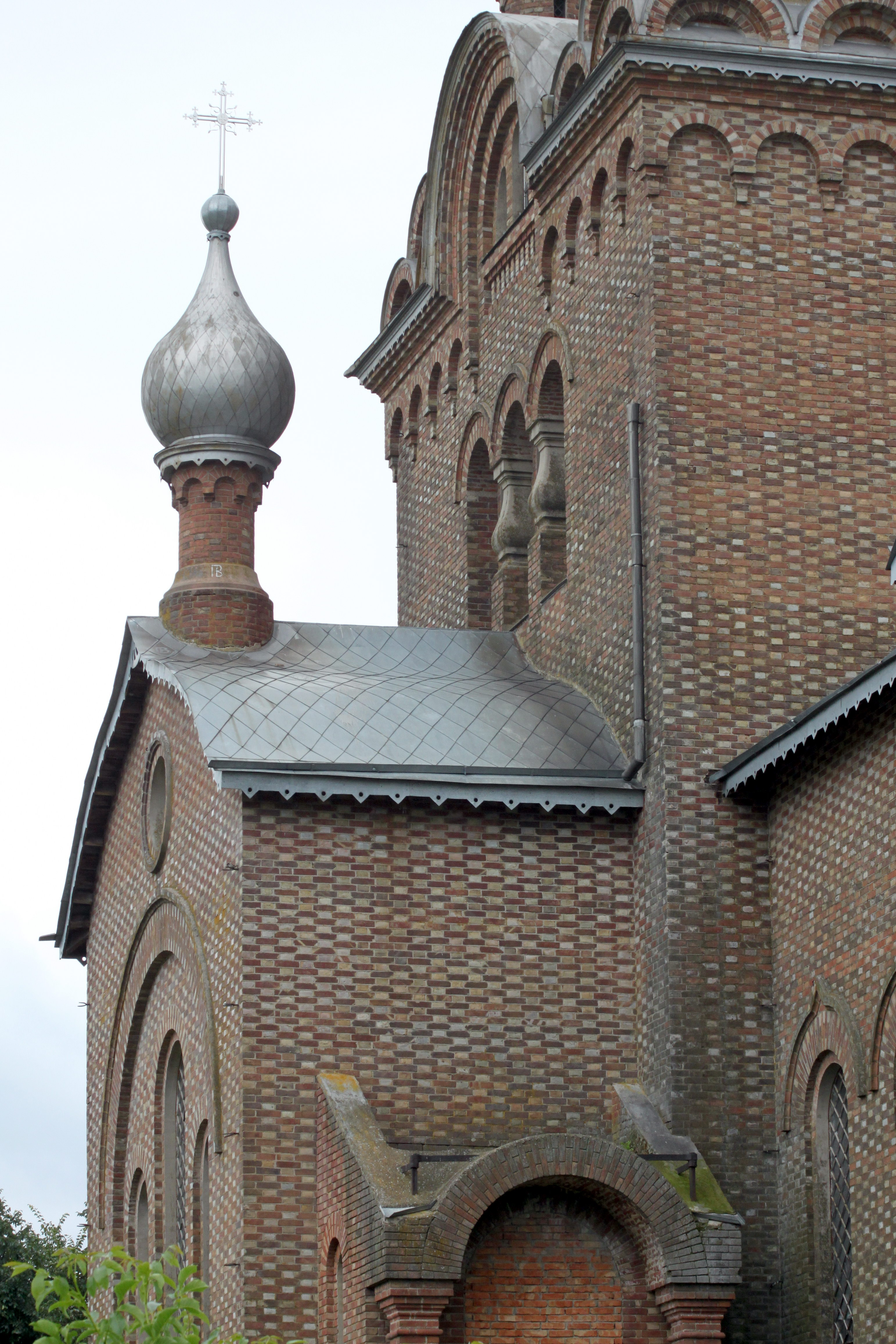
Фото храма
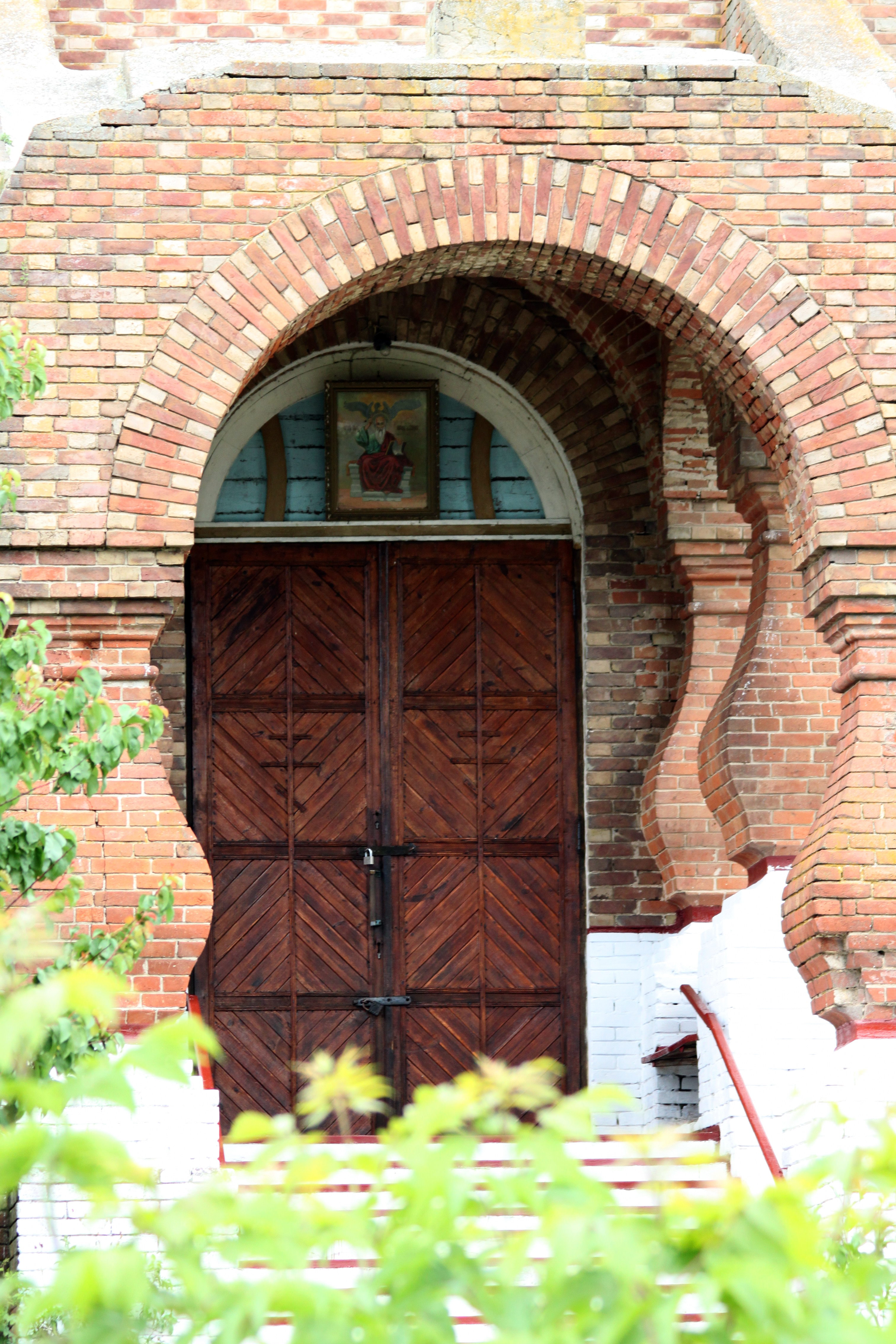
Фото храма
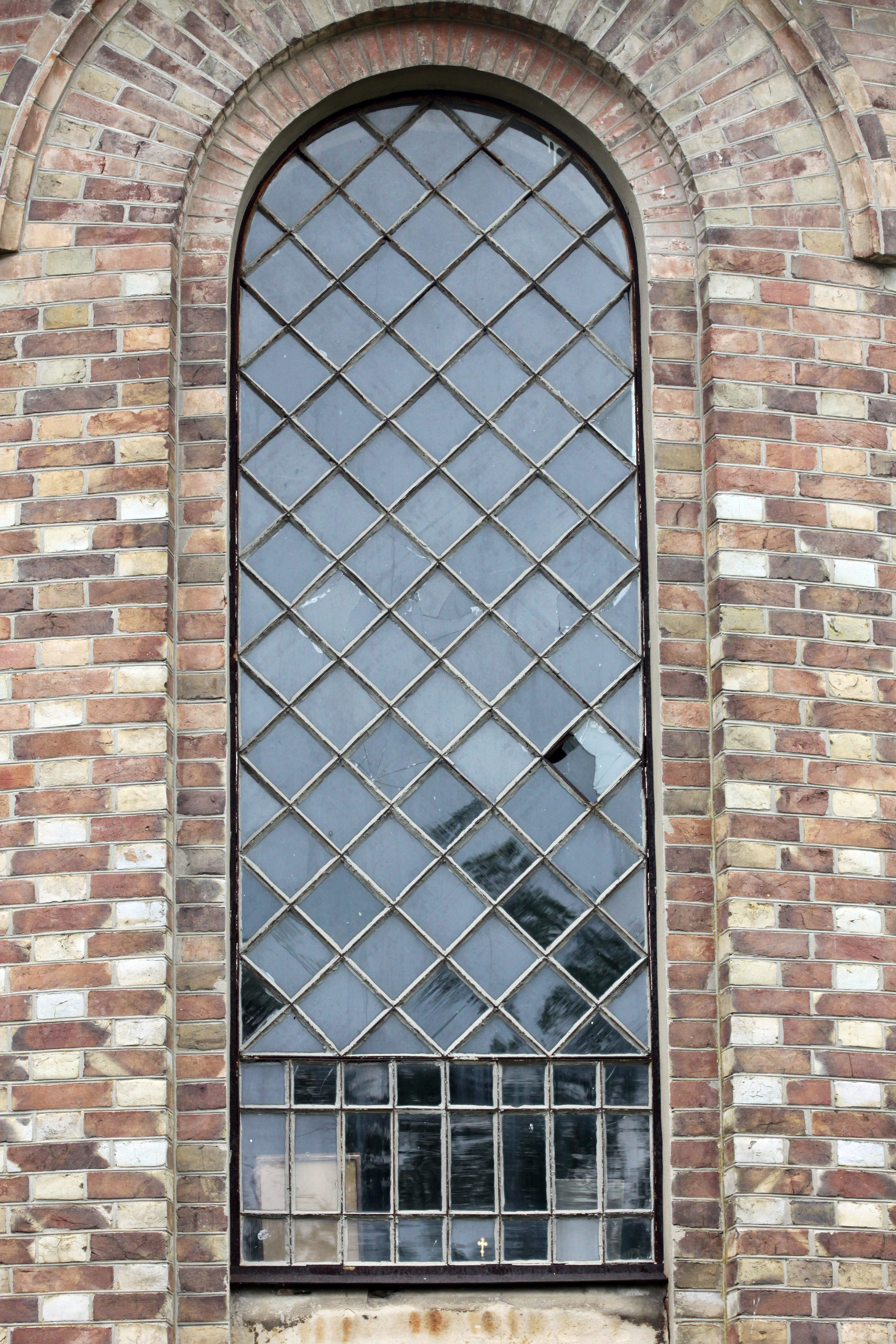
Фото храма